# (32510) 2001 NS
2001 أن أس (ويعرف أيضًا باسم (32510) 2001 أن أس وفق تسمية الكوكب الصغير) (بالإنجليزية: 2001 NS)‏ هو كويكب ضمن حزام الكويكبات؛ وترتيبه 32510 من حيث الاكتشاف.
اكتُشف هذا الجُرم الفلكي بواسطة جون بروفتون في 12 يوليو 2001.

## وصلات خارجية
- (32510) 2001 NS في قاعدة بيانات مختبر الدفع النفاث لأجرام النظام الشمسي الصغيرة

- الاكتشاف · مخطط المدار ·  العناصر المدارية · المعلمات المادية

- (32510) 2001 NS على موقع ويكي سكاي: DSS2, SDSS, GALEX, IRAS, Hydrogen α, X-Ray, Astrophoto, Sky Map, Articles and images